# تشارلز باين (لاعب كريكت)
تشارلز باين (بالإنجليزية: Charles Payne)‏ (12 مايو 1832 - 18 فبراير 1909 في المملكة المتحدة) هو لاعب كريكت بريطاني (وحمل سابقاً جنسية المملكة المتحدة لبريطانيا العظمى وأيرلندا).

## وصلات خارجية
- تشارلز باين على موقع إي آس بي آن كريك إنفو (الإنجليزية)